# 榴红八色鸫
榴红八色鸫（学名：Erythropitta granatina），是八色鸫科红胸八色鸫属的一种，分布于文莱、缅甸、新加坡（已绝灭）、泰国、印度尼西亚和马来西亚。
榴红八色鸫的平均体重约为54.0克。栖息地包括亚热带或热带的沼泽林、亚热带或热带的湿润低地林和亚热带或热带严重退化的前森林。